# Lago Madatapa
Il lago Madatapa (in georgiano მადათაფა) è un lago nella regione Samtskhe-Javakheti della Georgia sud-orientale, vicino al confine con l'Armenia, a nord del comune di Bavra. Il lago copre un'area di 885 ettari (2 190 acri) ad un'altitudine di 2 108 m (6 916 ft); il lago è noto per la razza Paravan di carpe comuni ed è considerato un sito di produzione di pesca commerciale. Si trova in una delle zone più soggette a terremoti del Caucaso. Il lago, poco profondo, è insieme al lago Khanchali, uno dei più importanti del paese per l'allevamento e la sosta degli uccelli acquatici, compreso il pellicano dalmatico in via di estinzione. Dal 2020 è designato come sito protetto di Ramsar.
I villaggi di Zhdanovakani, Epremovka, Troitskoye e Sameba si trovano intorno al lago. Il lago Biketi si trova a nord.